# Austin Roberts

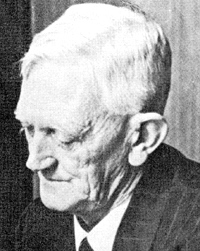
Austin Roberts

Austin Roberts (* 3. Januar 1883 in Pretoria, Südafrika; † 5. Mai 1948 nahe Lusikisiki in der damaligen Transkei) war ein südafrikanischer Zoologe mit Schwerpunkt Ornithologie.

## Leben
Roberts wuchs als Sohn eines Pfarrers in Potchefstroom, Südafrika, auf. Er arbeitete von 1910 bis 1946 im Transvaal Museum und studierte dort die Vögel und Säugetiere Südafrikas. Viele Grundkenntnisse vermittelte ihm Thomas Ayres (1828–1913), einer der ersten Amateur-Ornithologen Südafrikas. Roberts sammelte für die weitere Forschung etwa 30.000 Vögel und 13.000 Säugetiere für das Museum. Er publizierte mehrere Bücher sowie Manuskripte und Artikel für wissenschaftliche Zeitschriften. Im Jahre 1935 ernannte ihn die University of Pretoria zum Ehrendoktor.

## Vogelschutz
Austin Roberts starb am 5. Mai 1948 bei einem Verkehrsunfall. Nach ihm benannt eröffnete W. J. Seymore ein 11,8 ha großes Vogelschutzreservat, das Austin Roberts Bird Sanctuary. Dieses gilt als größtes Reservat Südafrikas und liegt im Walkerspruit Open Space System. Im Juni 1970 wurde es eingezäunt und stellt seitdem eine Freizeiteinrichtung mit kognitivem und Erholungswert dar. Am 26. Februar 1985 wurde es offiziell zu einem Naturschutzgebiet erklärt.

## Werke
- The mammals of South Africa. Johannesburg 1951–54 (p. m.)
- Our South African birds (Ons Suid-Afrikaanse vöels). Cape Times, Cape Town 1941.
- The birds of South Africa. Witherbys, London 1940–51 (p. m.)
- Museums, higher vertebrate zoology and their relationship to human affairs. Pretoria 1935.